# Rimforsa
Rimforsa is een plaats in de gemeente Kinda in het landschap Östergötland en de provincie Östergötlands län in Zweden. De plaats heeft 2181 inwoners (2005) en een oppervlakte van 202 hectare.

## Verkeer en vervoer
Bij de plaats lopen de Riksväg 23 en Riksväg 34.
De plaats heeft een station aan de spoorlijn Kalmar - Linköping.